# عبد العزيز بن أحمد البخاري
عبد العزيز بن أحمد بن محمد علاء الدين البخاري ، عالم مسلم، صاحب كتاب الكشف الكبير، وصاحب التحقيق، تلقى العلم عن عمه فخر الدين محمد بن محمد بن إلياس المايْمَرْغي النَّسفي الحنفي، ومحمد بن أحمد بن نصر البخاري. 
وأخذ عنه: جلال الدين عمر بن محمد الخبازي، وقوام الدين محمد بن محمد بن أحمد الكاكي، وجلال الدين بن شمس الدين الخوارزمي الكرلاني، ومحمد بن محمد الجبلي.
وله مصنفات كثيرة جيدة في علم أصول الفقه، منها: شرح أصول الفقه للبرذوي المسمى بكشف الأسرار، وشرح المنتخب الحسامي ويسمى (التحقيق في شرح المنتخب في أصول المذهب)، وشرح الهداية إلى كتاب النكاح، وتخريج مسائل ذوي الأرحام - في الفرائض. توفي سنة 730 هـ.

## سيرته
علاء الدين البخاري، عبد العزيز بن أحمد بن محمد، ويلقب بـ (صاحب الكشف الكيبر) نسبة إلى كتابه كشف الأسرار شرح أصول البرذوي، و (صاحب التحقيق). لم يذكر أحد من أهل التراجم سنة ميلاده.  

## طلبه للعلم
أخذ العلم عن عمه فخر الدين محمد بن محمد بن إلياس المايْمَرْغي النَّسفي الحنفي، المتوفى بسرخس في صفر سنة (688هـ) أحد أئمة الحنفية، و (المايمرغي) بفتح الميم وسكون الألف والياء وفتح الميم الثانية وسكون الراء وكسر الغين نسبة إلى مايمرغ، وهي قرية كبيرة على طريق بخارى من طريق نخشب.
ومن شيوخه: محمد بن أحمد بن نصر البخاري، حافظ الدين.
وتتلمذ على يديه:
- جلال الدين عمر بن محمد الخبازي، والذي كان يكتب الحواشي على الكتب، وله كتاب المغني في أصول الفقه، كان فقيها في الدين الإسلامي، زاهدا عابدا، مات سنة (691هـ).[7]
- قوام الدين محمد بن محمد بن أحمد الكاكي، الحنفي، أخذ عنه، وقرأ عليه الهداية في فقه الحنفية، وشرح الهداية، وله كتاب جامع الأسرار شرح المنار، وغيره، مات سنة (749هـ)، وهو الذي سأل شيخه أن يكتب شرحا على كتاب الهداية فوافق.[8]
- جلال الدين بن شمس الدين الخوارزمي الكرلاني، وكان عالما فاضلا.[9]
- محمد بن محمد الجبلي، قال عنه طاش كبري زادة في مفتاح السعادة: «ومن شروح (المنار) (جامع الأسرار). وهو شرح نفيس في الغاية، إلا أنا لم نعرف مصنفه، غير أني رأيت في ذيل بعض نسخ هذا الشرح، أن أسمه محمد ابن محمد الجبلي، وأنه من تلامذة عبد العزيز البخاري صاحب (الكشف في شرح أصول فخر الإسلام)، ومن تلامذة حافظ الدين النسفي».[10]

## مؤلفاته
له كتب متميزة في علم أصول الفقه، ومن ذلك: -
1. شرح أصول الفقه للبرذوي المسمى بكشف الأسرار، ويسمى بالكشف الكبير وذلك للتفريق بينه وبين كشف الأسرار على المنار للنسفي. ومن أبرز الموضوعات التي تناولها في الكتاب: أنواع العلم، وأصول الشرع الثلاثة: الكتاب والسنة والإجماع، وذكر ما يعرف به أحكام الشرع، وهي أربعة أقسام، القسم الأول: في وجوه النظم صيغة ولغة، من الخاص والعام والمؤول، والقسم الثاني في وجوه بيان النظم من الظاهر والنص والمفسر والحكم والخفي والمشكل والمجمل، وبيان المتشابه، والقسم الثالث: في وجوه استعمال النظم من حيث الحقيقة والمجاز وأقسامهما، والصريح والكناية من المجاز، والقسم الرابع في وجوه وقوف السامع على مراد المتكلم ومعاني الكلام من الاستدلال بعبارة النص وإشارة اللفظ ودلالة النص واقتضاء النص، ثم بين أيضا أحكام الخصوص، وفصَّل في أصول الشرع، وذكر مسائل أخرى في علم أصول الفقه.[كتاب كشف الأسرار شرح أصول البرذوي، علاء الدين البخاري، دار الكتاب الإسلامي، بدون تاريخ طبع)].
2. شرح المنتخب الحسامي ويسمى (التحقيق في شرح المنتخب في أصول المذهب)، وهو شرح أصول الإخسيكتي، وهذا كتاب أصولي آخر، تميز في شرحه، وكان من آخر كتبه، وهو أحد الكتب المهمة في الفقه الحنفي، ومن جاء بعده من علماء الأحناف استفاد منه.[11]
3. شرح الهداية إلى كتاب النكاح.
4. تخريج مسائل ذوي الأرحام - في الفرائض.[12]